# أبيل 520

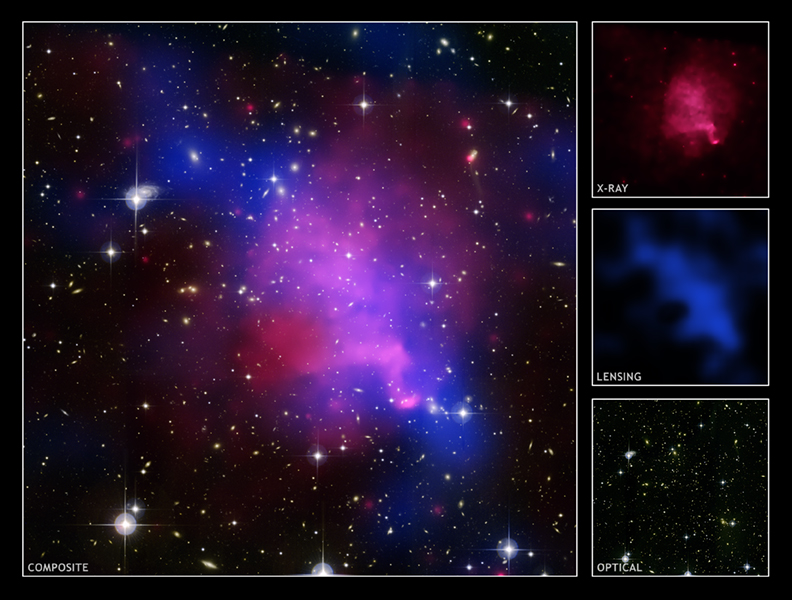
A520 مصور بـ أشعة إكس والضوء المرئي والأشعة تحت الحمراء لتوزيع الكتلة طبقا لتأثير عدسي ضعيف. صور من عام 2007.

أيبل 520 في علم الفلك (بالإنجليزية:  Abell 520 )‏ هو عنقود مجرات له شكل غريب بسبب حدث تصادم واندماج. ويسمى أحيانا «تجمع حطام قطار» لشكله المتناثر. يرى في اتجاه كوكبة الجبار.
يبعد عنقود المجرات أبل 520 عنا نحو 811 مليون فرسخ فلكي (نحو 5و2 مليار سنة ضوئية) ويبلغ اتساعه في السماء 25 دقيقة قوسية.
تبين المشاهدة أن هناك 293 من المجرات تتحرك في العنقود وهي تشير إلى أن أيبل 520 تكوّن عند التقاء ثلاثة أوتار مجرات من البنية الفائقة الكونية.
في عام 2007 نشر في المجلات العلمية عن الشكل العجيب لأيبل 520 وهي دراسة تمت لمشاهدات فلكية بواسطة التلسكوب الكندي الفرنسي بهاواي. وتبين الدراسة وجود تأثير عدسي للجاذبية في هذا النظام.
ولا يوجد تفسير عادي لتلك البنية الفريدة حيث تتركز مادة مظلمة في وسطها. وهذا يدعو العلماء إلى افتراض أنه ربما كان للمادة المظلمة تأثير غير تأثير الجاذبية في التفاعل بحيث تنشأ تلك البنية.
وفي عام 2012 قامت مجموعتان من الباحثين الفلكيين بنشر نتائج متضاربة عن أبل 520. أحد تلك الدراستين 
تعتمد على صور أجرتها الكاميرا الكوكبية واسعة المجال 2 الخاصة بمرصد هابل الفضائي وهي تعضد وجود مادة مظلمة في وسط أيبل 520، في حين أن الدراسة الثانية التي أجريت بواسطة 
«الكاميرا الحديثة للمسح الفلكي» ACS فهي تعارض تلك النتيجة.
ثم قام العلماء في عام 2014 بتحليل نتيجتي الدراستين
,
وتبين أن بيانات مشاهدات ACS تؤيد في الواقع وجود القلب المظلم في عنقود المجرات. ومع حلول عام 2016 فلا تزال غرابة وجود القلب المظلم في أيبل 520 موجودة وتحت البحث، إذ كان المتوقع أن تكون المادة المظلمة سببا في تركيز مجرات مضيئة فيها.

## وصلات خارجية
- Universe Today, Galaxy Cluster Collision Creates a Dark Matter Core
- Dark Matter Core Defies Explanation
- أيبل -520 على موقع ويكي سكاي: DSS2, SDSS, GALEX, IRAS, Hydrogen α, X-Ray, Astrophoto, Sky Map, Articles and images